# IPP Trophy 1993
L'IPP Trophy 1993 è stato un torneo di tennis facente parte della categoria ATP Challenger Series nell'ambito dell'ATP Challenger Series 1993. Il torneo si è giocato a Ginevra in Svizzera dal 16 al 22 agosto 1993 su campi in terra rossa.

## Vincitori

### Singolare
Gabriel Markus ha battuto in finale  Karol Kučera con il punteggio di 3–6, 6–2, 7–5

### Doppio
Jan Apell /  Nicklas Utgren hanno battuto in finale  Claudio Mezzadri /  Christian Miniussi con il punteggio di 6–4, 6–2